# Municipio de Powell (Dakota del Sur)
El municipio de Powell (en inglés: Powell Township) es un municipio ubicado en el condado de Edmunds en el estado estadounidense de Dakota del Sur. En el año 2010 tenía una población de 42 habitantes y una densidad poblacional de 0,45 personas por km².

## Geografía
El municipio de Powell se encuentra ubicado en las coordenadas 45°17′38″N 99°1′11″O / 45.29389, -99.01972. Según la Oficina del Censo de los Estados Unidos, el municipio tiene una superficie total de 93.01 km², de la cual 92,02 km² corresponden a tierra firme y (1,06 %) 0,99 km² es agua.

## Demografía
Según el censo de 2010, había 42 personas residiendo en el municipio de Powell. La densidad de población era de 0,45 hab./km². De los 42 habitantes, el municipio de Powell estaba compuesto por el 100 % blancos. Del total de la población el 0 % eran hispanos o latinos de cualquier raza.